# Sagan Lewis
Sagan Lewis (1953 – 7 de agosto de 2016) foi uma atriz norte-americana, mais conhecida por coestrelar como Dr. Jacqueline Wade no drama médico da NBC, St. Elsewhere. Na televisão inclui um papel recorrente em vários episódios, como juíza Susan Aandahl na série Homicide: Life on the Street, da NBC, durante a década de 1990, assim como nos telefilmes Cocaine: One Man's Seduction (1983) e Full Ride.